# Perte d’hétérozygotie

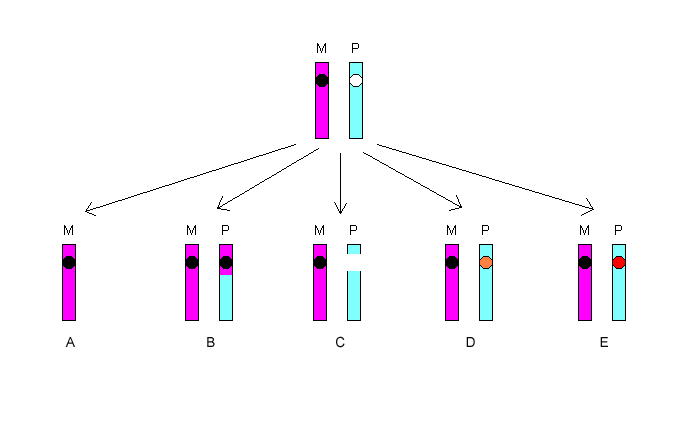
Schéma de la perte d'hétérozygotie signifie que l'autre allèle du gène est perdu. Il ne reste alors que l'allèle déjà muté. M=chromosome maternel, P=chromosome paternel. Cercle blanc = allèle normal, cercle noir = allèle muté, cercle orange = mutation ponctuelle de l'allèle, cercle rouge = allèle inactivé pour des raisons épigénétiques. Les flèches indiquent les différents événements génétiques malveillants. Dans les cas A-C, la perte d'hétérozygotie du gène s'est produite et les mécanismes sont différents. A=L'autre chromosome a été perdu, B=La recombinaison malveillante a eu lieu et C=La suppression de l'allèle normal a eu lieu. Dans les cas D et E, les deux allèles ont été inactivés, mais l'hétérozygotie demeure.

La perte d’hétérozygotie (ou loss of heterozygosity : LOH en anglais) d'une cellule représente la perte de matériel génétique provenant d'un des deux parents. La perte d’hétérozygotie peut survenir par différentes voies, comme une délétion, une conversion génique, une recombinaison mitotique ou une perte chromosomique.

## Historique
L’étude des caryotypes des tumeurs solides a permis de montrer l’existence d’anomalies chromosomiques récurrentes. La perte d’un segment chromosomique par remaniement, que ce soit par délétion ou par un mécanisme de translocation déséquilibré, est souvent associée à la perte d’un des deux allèles parentaux. La recherche de gènes mutés sur l’allèle conservé a montré que par ce mécanisme les gènes suppresseurs de tumeur étaient inactivés, ce qui a confirmé le lien avec l’inactivation de gènes suppresseurs de tumeur selon la théorie à deux événements de Knudson.

## Technique de détection
Différentes techniques permettent de mettre en évidence une perte d’hétérozygotie dont la cytogénétique ou l'allélotypage.